# Résolution 41 du Conseil de sécurité des Nations unies
Membres permanents
- Chine
- États-Unis
- France
- Royaume-Uni
- URSS

Membres non permanents
- Argentine
- Belgique
- Canada
- Colombie
- Syrie
- RSS d'Ukraine

Résolution no 40 Résolution no 42
La résolution 41 est une résolution du Conseil de sécurité de l'ONU qui a été votée le 28 février 1948 concernant la situation en Indonésie, et qui :
- prend acte de l'accord entre les Pays-Bas et l'Indonésie en vue d'un règlement politique ;
- félicite les membres de la commission de bons offices pour leurs efforts ;
- maintien son offre de bons offices découlant de la résolution 31 ;
- invite l'Indonésie, les Pays-Bas et la commission de bons offices à tenir le conseil informé des progrès accomplis.

Les votes favorables sont ceux de l'Argentine, de la Belgique, du Canada, de la Chine, des États-Unis, de la France, et du Royaume-Uni.
Les abstentions sont celles de la Colombie, de l'Ukraine, de la Syrie et de l'URSS.

## Contexte historique
En Indonésie, les années 1950 sont marquées par de nombreuses rébellions séparatistes : Darul Islam pour la création d'un État islamique, la constitution de la république des Moluques du Sud, les mouvements de la Permesta à Sulawesi du Nord et du PRRI à Sumatra occidental. En 1955 se tiennent les premières élections parlementaires. Soekarno est obligé de composer avec deux formations importantes dans les pays : les forces militaires et le parti communiste indonésien (PKI).
(Issu de l'article : Indonésie)

## Texte
- Résolution 41 Sur fr.wikisource.org
- Résolution 41 Sur en.wikisource.org